# Escritura epiolmeca

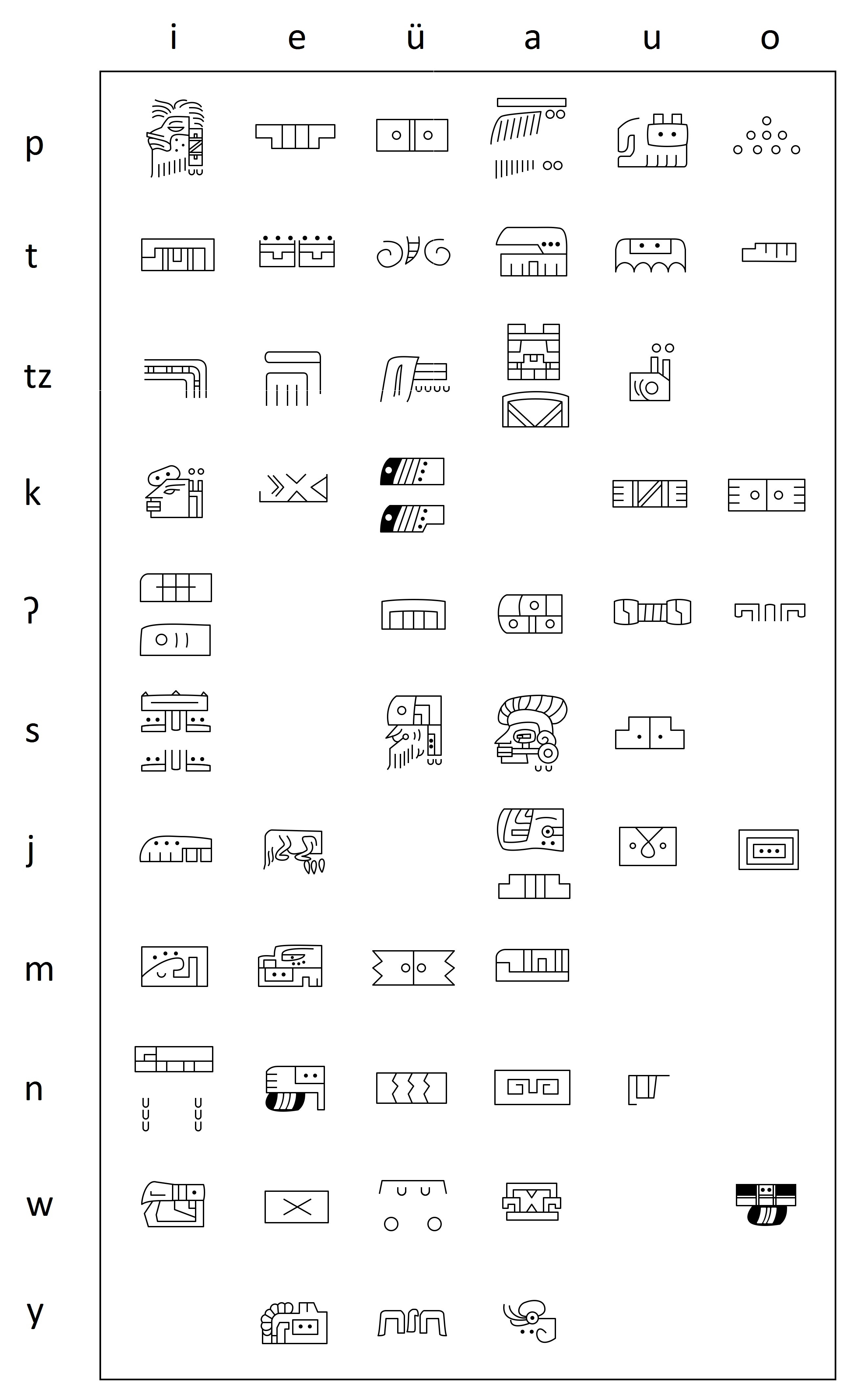
Silabario Epiolmeca en el Alfabeto Fonético Internacional de acuerdo a Kaufman y Justeson 1996

La escritura epiolmeca o escritura ístmica es uno de los sistemas de escritura de Mesoamérica, basado en silabogramas y logogramas. Este fue utilizado en la región del istmo de Tehuantepec en el marco de la Cultura epiolmeca, desde aproximadamente el 500 a. C. hasta el 500 d. C., aunque existen desacuerdos sobre estas fechas. La lengua escrita epiolmeca forma parte de las diversas lenguas escritas de Mesoamérica, como la mexica, la maya, la zapoteca, la mixteca, entre otras, redescubiertas principalmente en el siglo XX. Popularmente se creía que los habitantes de Mesoamérica no contaban con escritura, principalmente debido a las afirmaciones coloniales incorrectas sobre América, sin embargo la escritura epiolmeca se encuentra registrada en diversas esculturas de piedra, cuyo material permitió su supervivencia para estudios científicos actuales.

## Historia

Área cultural epiolmeca

La escritura epiolmeca es estructuralmente similar a la escritura maya, empleando un conjunto de caracteres para representar logogramas y otro conjunto para representar sílabas, mostrando inscripciones epigráficas fechadas, así por ejemplo el texto de la Estela de Chiapa de Corzo contiene la inscripción más antigua conocida en el sistema de cuenta larga, que usualmente se asocia con los mayas del clásico (Pérez de Lara y Justeson, 2007). Esta inscripción corresponde al año 36 a. C., en el Preclásico Tardío Mesoamericano.
Las inscripciones epigráficas fueron posibles debido a que la cultura epiolmeca desde época temprana comenzó a utilizar un conjunto de signos calendáricos a largo plazo, siendo los textos más detallados de esta época en Mesoamérica. De acuerdo con Justeson (1986: 447), el sistema de escritura conocido como epiolmeca o istmiano es una derivación del antiguo sistema empleado por los olmecas, emparentado con otros sistemas de escritura empleados en el sureste de Mesoamérica, incluidos la escritura clásica maya y las escrituras izapanas. Joh Justeson y Terrence Kaufman, en un artículo publicado en 1993, afirmaron haber logrado un desciframiento parcial de la escritura epiolmeca de la estela de La Mojarra. De acuerdo con este intento de desciframiento la lengua de esas inscripciones parece ser una lengua mixe-zoque, de hecho podría ser un descendiente directo del proto-mixe-zoque reconstruido pero anterior a la separación de estas lenguas en dos ramas, los actuales idiomas mixe y zoque. En 1997, los mismos epigrafistas publicaron un segundo texto sobre la escrita epiolmeca, en el que afirmaban haber descifrado una nueva parte de la estela de la Mojarra.

## Logogramas
En similitud a la escritura maya, muchos símbolos epi olmecas representan objetos léxicos. El lenguaje epi olmeca tiene 11 consonantes y 6 vocales, por lo que solamente hay 66 diferentes sílabas CV (consonante-vocal), aunque existen diferentes símbolos representando la misma sílaba CV esto es poco común en la escritura epiolmeca. Diferentes estudios han sido realizados en las piezas arqueológicas para descifrar esta escritura, donde ha habido desacuerdos acerca de la traducción adecuada de su significado, sin embargo el enfoque de Terrence Kaufman et. al es el más aceptado entre los especialistas.

### Determinadores semánticos
Unos pocos símbolos parecen servir como determinadores semánticos, como en el caso del logograma "cielo", el cual solamente aparece en combinaciones, añadido a la izquierda de otro símbolo. También existen los símbolos de los títulos u oficios usados como determinadores, los cuales consisten de la cara de un ser humano, con un racimo de cañas en la cima de su cabeza, junto con otros diversos símbolos coronando a la imagen. La porción invariante en efecto es el determinador del título, mientras que el elemento variante al frente es evidencia de un título en particular.

## Fonética

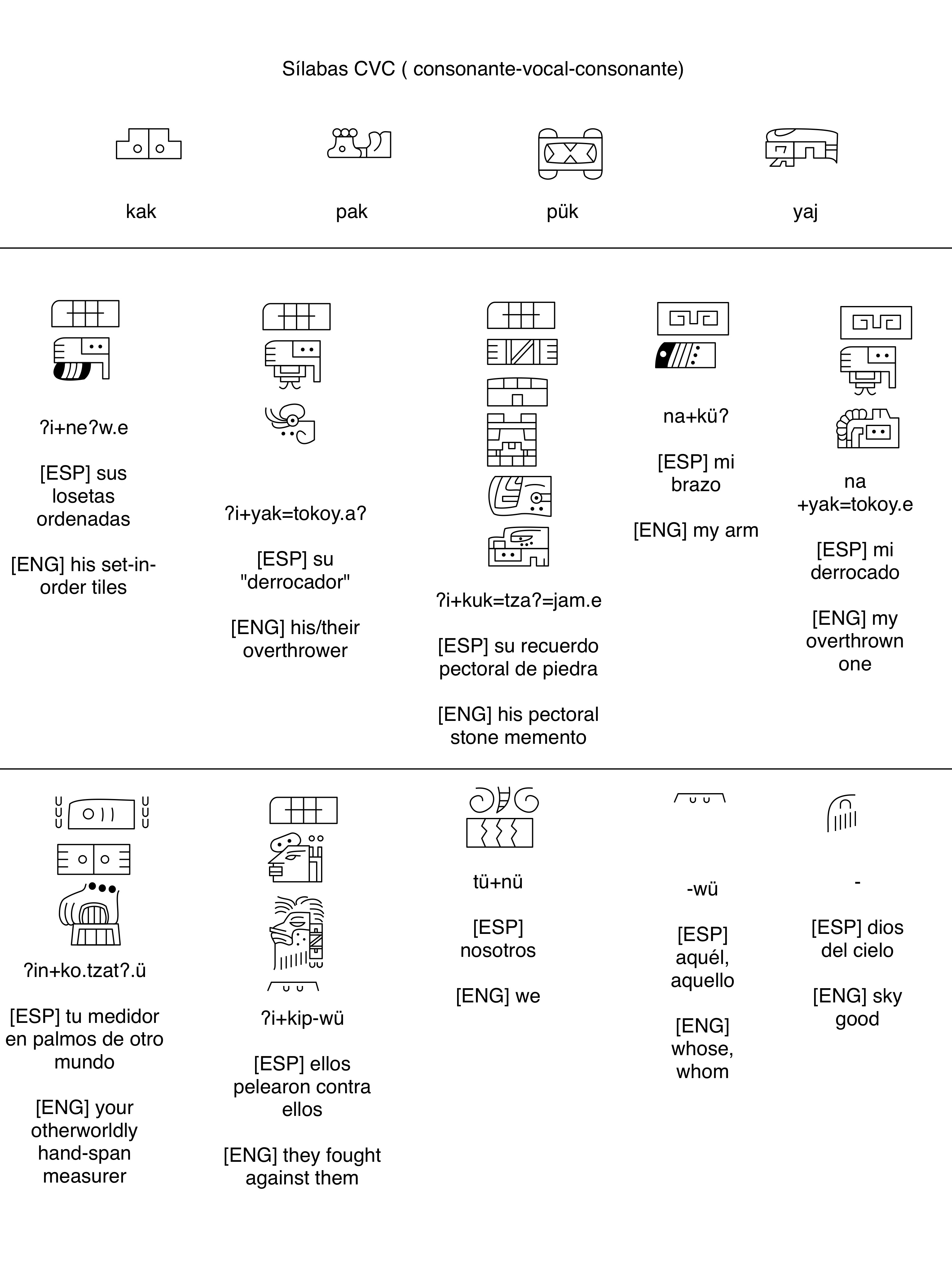
Silabario Epiolmeca consonante-vocal-consonante y algunas traducciones al español e inglés en el Alfabeto Fonético Internacional de acuerdo a Kaufman y Justeson 1996

Al igual que el maya y otros lenguajes silábicos, los símbolos consonante-vocal-consonante (CVC) son mucho menores que los consonante-vocal (CV), y representan solamente una parte de todo el conjunto de sílabas CVC del lenguaje. 

### Oclusiones glotales
Las palabras que terminan en "ʔ" (Oclusiva glotal) consisten exclusivamente en signos silábicos. En cada caso la ortografía es igual a como si la oclusión glotal no estuviera presente. La ortografía completamente fonética de las palabras nunca muestra una reflexión de las oclusiones glotales al final de las palabras. Similarmente, los complementos fonéticos que describen las porciones finales de las palabras terminadas en ʔ nunca muestran la oclusión glotal final.

### Consonantes débiles
Las consonantes débiles en el lenguaje epi olmeca son "j, w, y, p, t, ts, k, s, m, n", donde frecuentemente las consonantes "p" y "k" se encuentran antes de la "s".
|              |              | Labial | Labial | Alveolar | Alveolar | Palatal | Palatal | Velar | Velar | Glotal | Glotal |
| ------------ | ------------ | ------ | ------ | -------- | -------- | ------- | ------- | ----- | ----- | ------ | ------ |
| Oclusivas    | Oclusivas    | p      | p      | t        | t        | ts      | ts      | k     | k     | ʔ      | ʔ      |
| Fricativas   | Fricativas   |        |        | s        | s        |         |         |       |       | h      | h      |
| Nasales      | Nasales      | m      | m      | n        | n        |         |         |       |       |        |        |
| Aproximantes | Aproximantes | w      | w      |          |          | j       | j       |       |       |        |        |

En cuanto a las vocales el inventario es:
|                | Anterior | Central | Posterior |
| -------------- | -------- | ------- | --------- |
| Cerrada (alta) | i        | ɨ       | u u:      |
| media          | e        |         | o         |
| Abierta (baja) |          | ɑ       |           |

## Gramática
El idioma epiolmeca está formado por sustantivos "poseídos", predicativos nominales, expresiones locativas, Nexo subordinante, verbos transitivos, verbos intransitivos, verbos dependientes, verbos independientes, elementos gramáticos ortográficos, sufijos dependientes -i/e, etc.

### Origen de los símbolos
La mayoría de los silabogramas y logogramas en la escritura epiolmeca tienen una apariencia tan abstracta que dificulta la significación de estos. Como en el caso de la escritura maya y zapoteca, muchos silabogramas son descripciones relativamente evidentes de cosas o ideas. En cualquier caso, las lecturas fonéticas de estos símbolos epiolmecas fueron hechas en la base de sus contextos, no en la base de sus formas. Aunque en el caso de los símbolos los cuales sus significados son claros, estos valores parecen haber sido basados en el principio acrofónico.

## Relaciones entre la escritura maya y la epiolmeca
Es evidente que muchos símbolos epiolmecas tienen una apariencia similar a la escritura maya. En el caso de la sílaba epiolmeca "ko" y el maya temprano "ka" muestran que los procesos acrográficos paraleos fueron algunas veces responsables de estas similitudes. Algunas veces, sin embargo, los símbolos parecen haber sido prestados entre sí. Los símbolos na y mʉ parecen ser tomados por los mayas de las Lenguas mixezoqueanas; El símbolo "año/tambor" parece que ha sido tomado por epiolmecas de los mayas, probablemente a través de la interacción involucrando el uso del formato escrito de la cuenta larga y sistemas asociados cronológicos.

## Textos recuperados

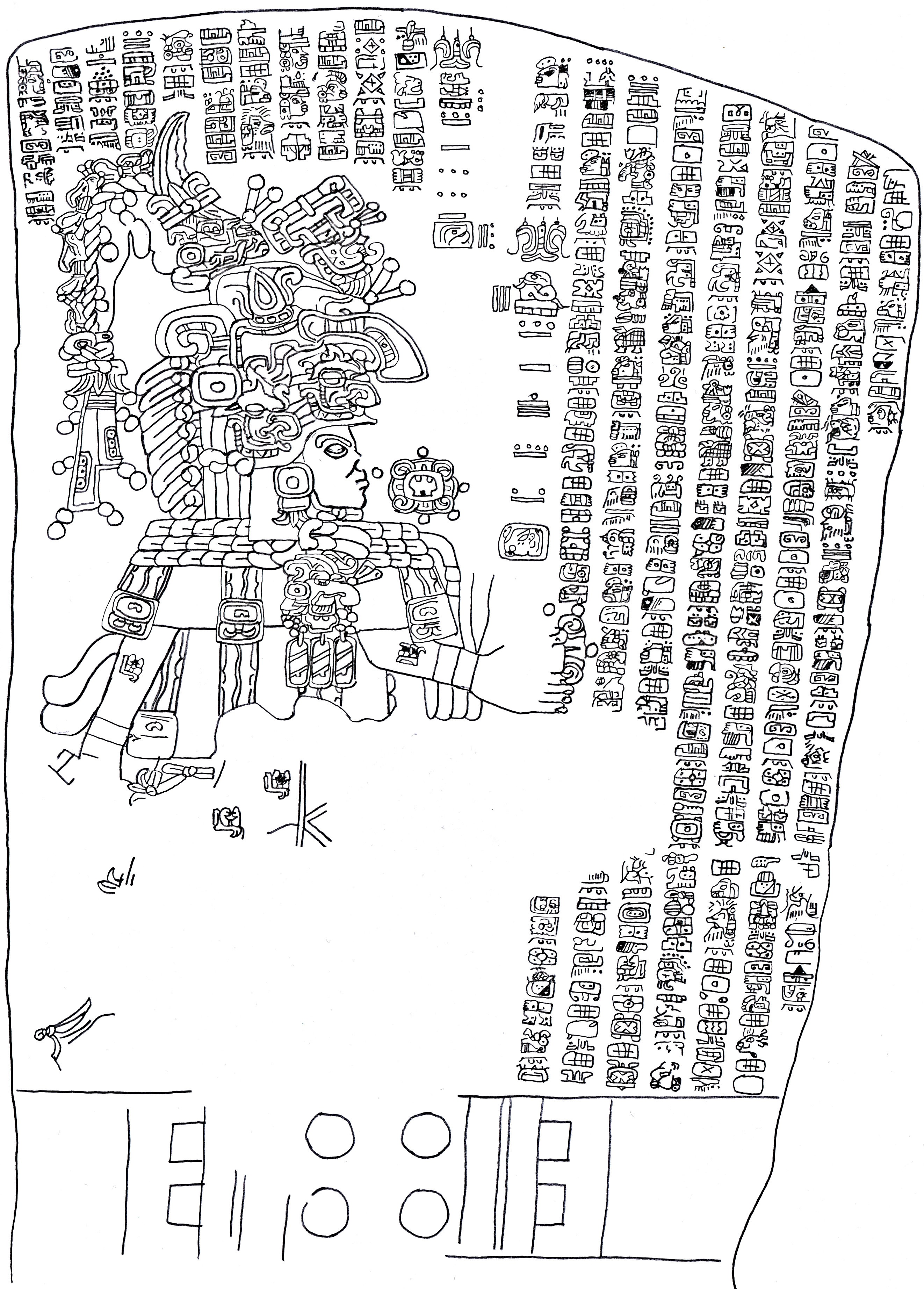
Esquema de la estela 1 "La Mojarra"
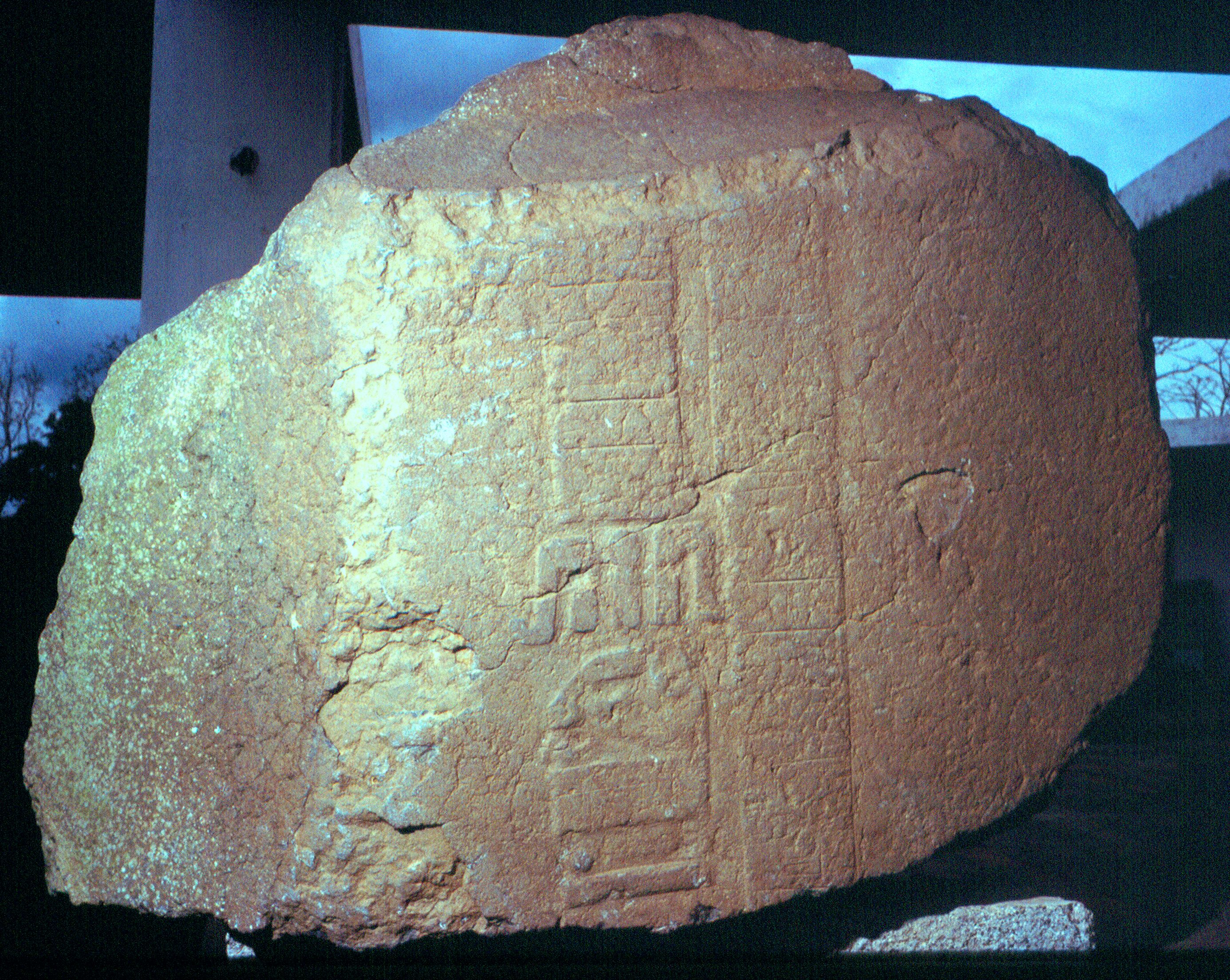
Mitad superior de la estela C de Tres Zapotes con la inscripción de la fecha
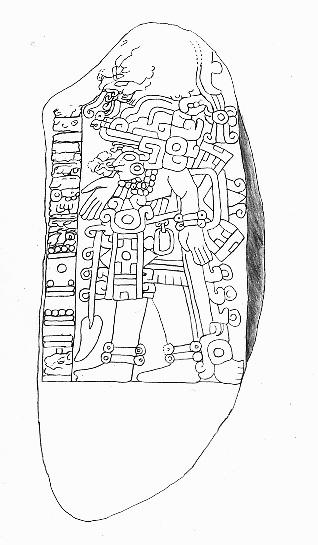
Estela 6 del Cerro de las Mesas
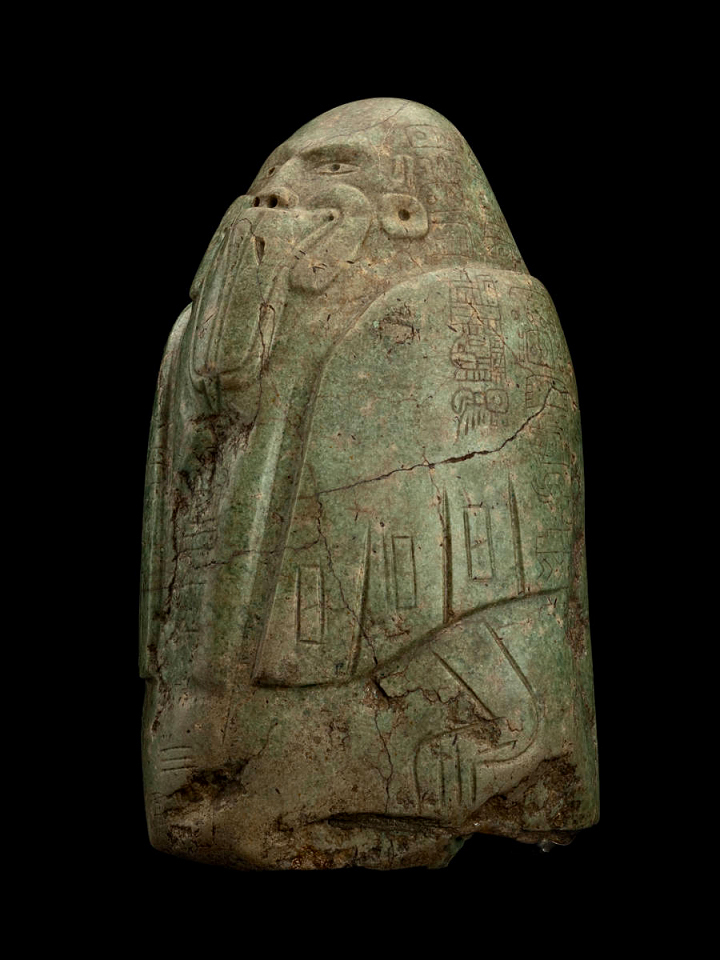
Estatuilla de Tuxtla
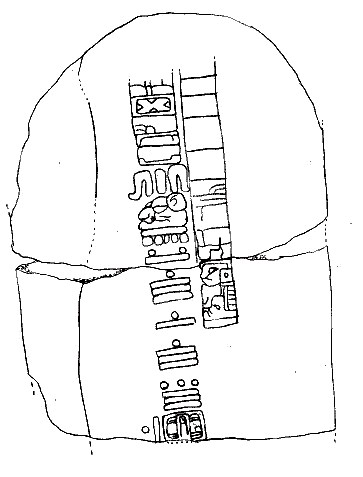
Esquema de la Estela C de Tres Zapotes. En el centro se puede identificar el glifo "yü"
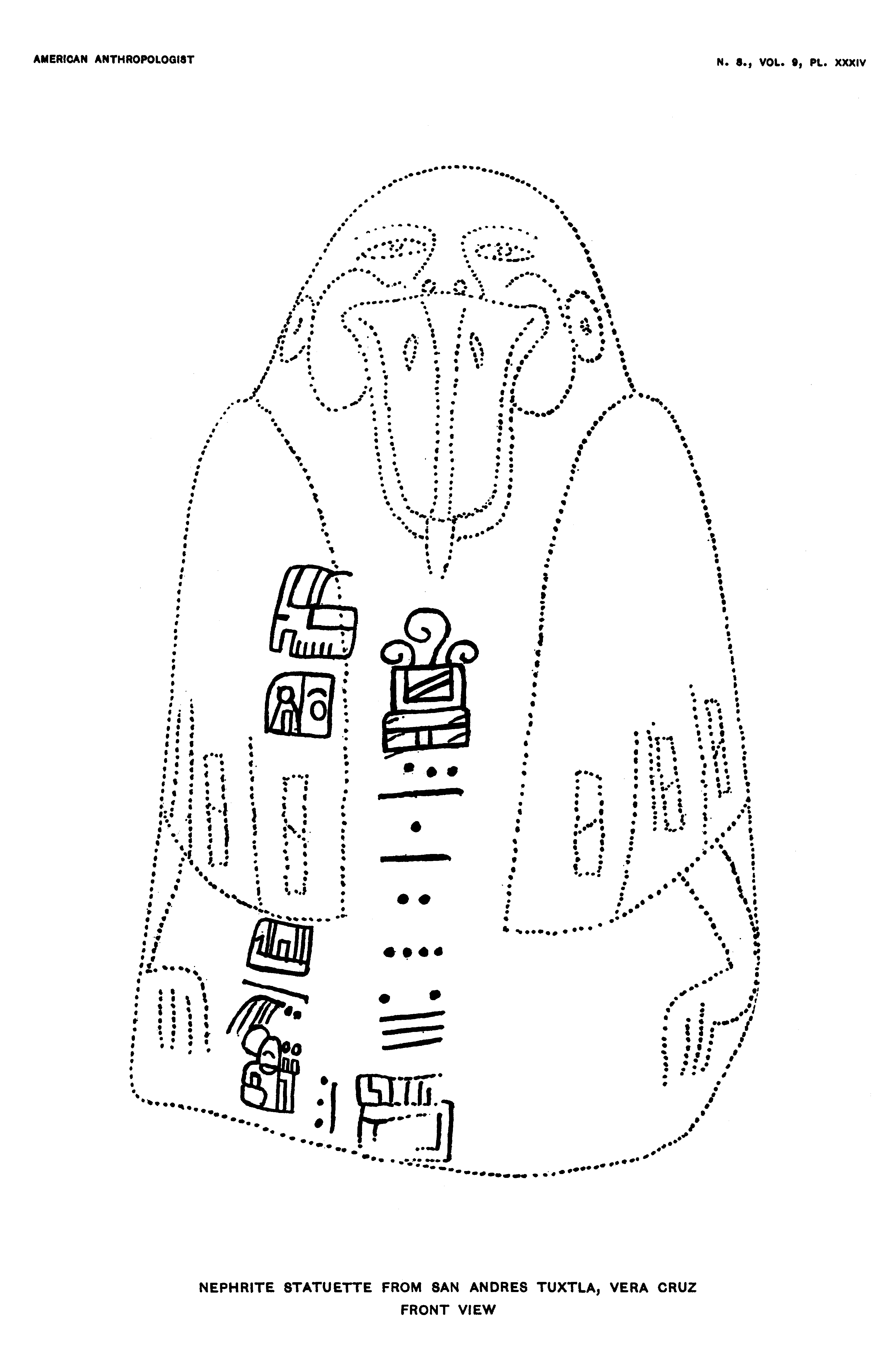
Esquema de la parte frontal de la Estatua de Tuxtla, en la esquina inferior izquierda se puede leer "na pa ki"
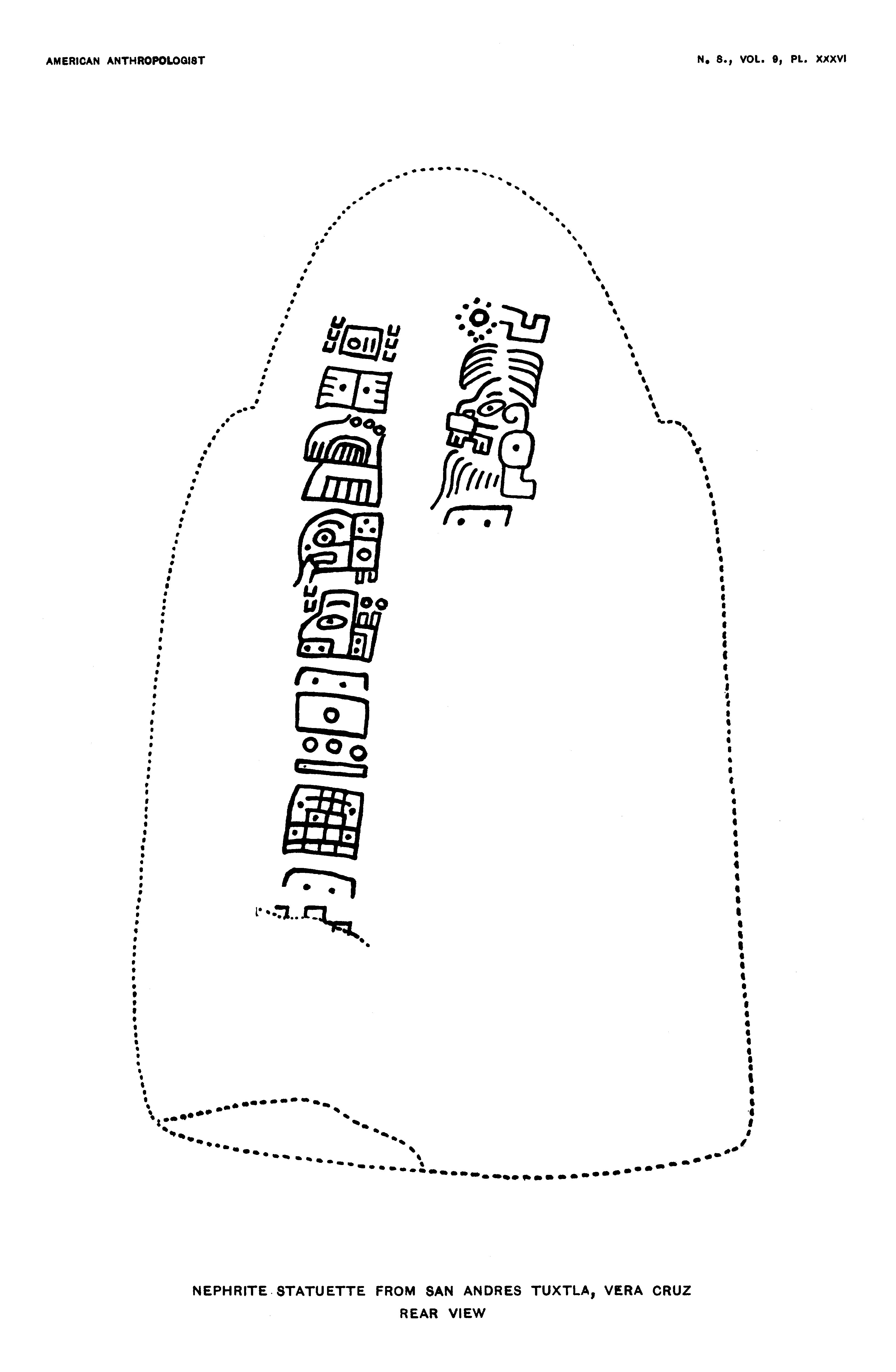
Esquema de la parte trasera de la Estatua de Tuxtla, en la columna izquierda en su parte superior se puede leer "ʔin+ko.tzatʔ.ü" que en español significa "tu medidor en palmos de otro mundo"
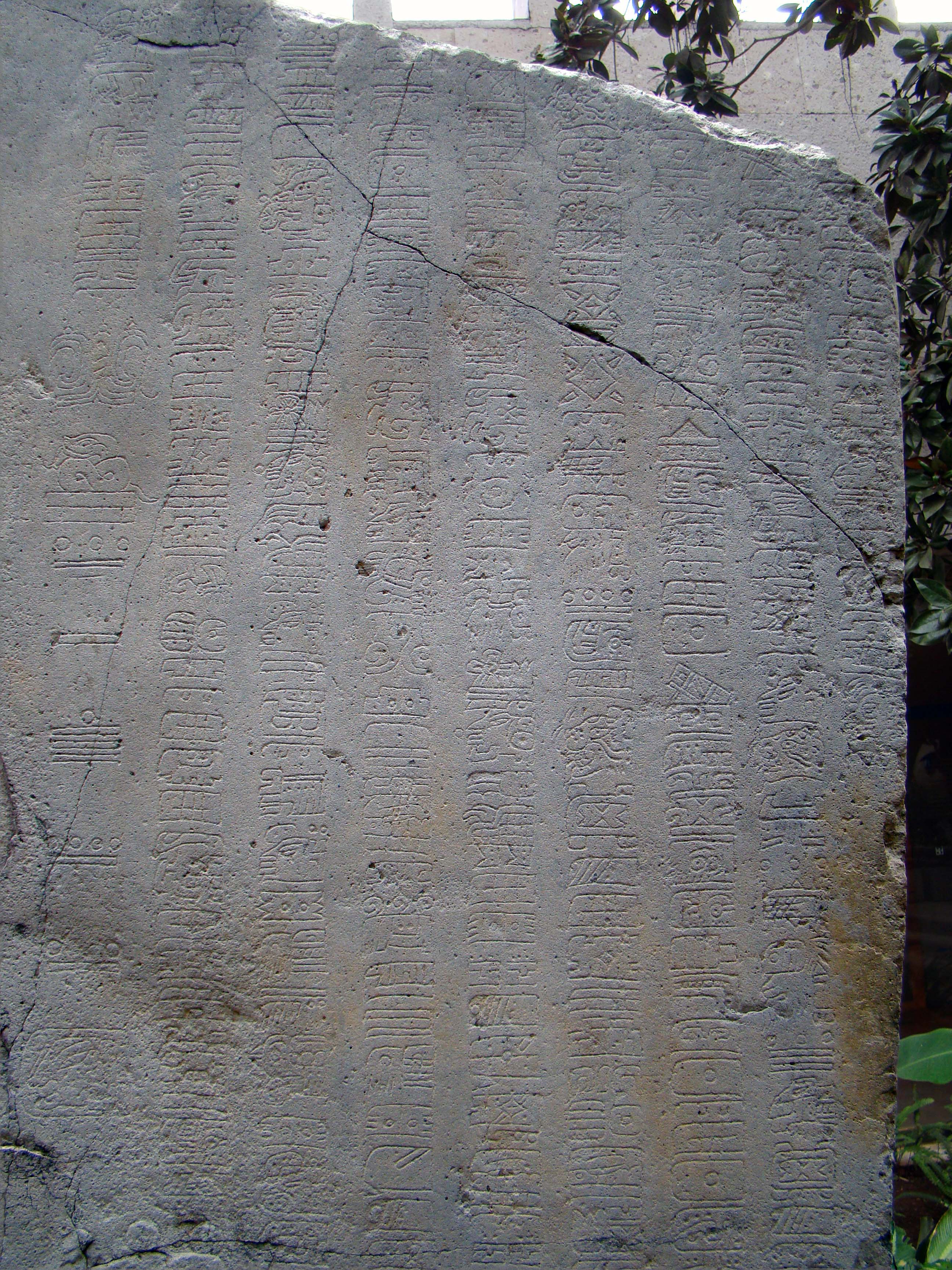
Detalle de las inscripciones en la parte superior de la estela la Mojarra

Los cuatro textos epiolmecas más extensos son:
- La estela 1 de La Mojarra.
- La estatuilla de Tuxtla.
- La estela C de Tres Zapotes.
- Una máscara de estilo teotihuacano descubierta por Coe y Houston.[7]

Otros textos serían:
- Algunos glifos en cuatro estelas muy deterioradas (las número 5, 6, 8 y 15) del Cerro de las Mesas.
- Aproximadamente 23 glifos en la "máscara O'Boyle", un objeto de barro de una colección privada, de origen desconocido.
- Un pequeño número de glifos en un fragmento de cerámica de Chiapa de Corzo. A este fragmento se le atribuye la mayor antigüedad: 450 a 300 a. C.[8]